# Elsa Herzog

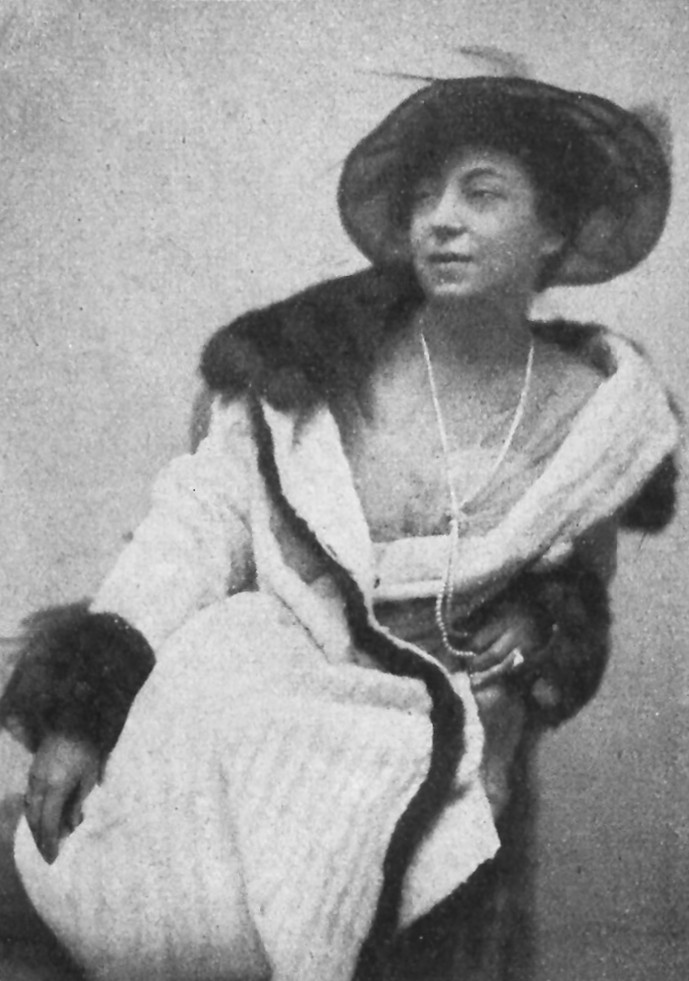
Elsa Herzog um 1920

Elsa Herzog (geboren 5. März 1876 in Berlin; gestorben 7. März 1964 in London) war eine deutsche Moderedakteurin. Sie gehörte zu den führenden Gesellschafts- und Modejournalistinnen der Weimarer Republik. Sie schrieb über Damen- und Herrenmode, arbeitete für illustrierte Modezeitschriften sowie die Berliner Tages- und Wochenpresse. Unter dem Nationalsozialismus als Jüdin verfolgt, musste sie aus Deutschland fliehen.

## Leben
Elsa Herzog war die Tochter des Kaufmanns Moritz Herzog und dessen Ehefrau Adele, geborene Hirschel. Nach dem Ende ihrer Schullaufbahn folgten Studienaufenthalte im Ausland.
1893 begann Elsa Herzog ihre Karriere in der Redaktion der Zeitschrift Der Konfektionär, ein Fachblatt der Textil- und Bekleidungswirtschaft. Sie war als Moderedakteurin für die vom Ullstein Verlag herausgegebene Frauenzeitschrift Die praktische Berlinerin tätig, die 1906 auch ihre Sozialreportage über Berliner Arbeiterinnenheime veröffentlichte, und wechselte 1915 zu der von August Scherl verlegten Berliner Illustrierten Die Woche, für die sie bis in die späten 1920er Jahre wirkte. Sie gehörte seit etwa 1918 zu den prägenden Moderedakteurinnen der Zeitschrift Die Dame und 1922/23 mit ihren Beiträgen zur aktuellen Mode zu den Kolumnistinnen von Styl. In Sport im Bild schrieb sie über Damen- und Herrenmode und berichtete in der Berliner Tagespresse regelmäßig über die Pressebälle.

Elsa Herzog beobachtete und kommentierte, wie sich die Frauenemanzipation in Modetrends spiegelte und hitzige öffentliche Debatten auslöste, sei es die Los-vom-Korsett!-Bewegung oder der Streit um den Hosenrock. Die Diskussionen über Mode waren in dieser Zeit von der Angst bestimmt, die „äußere Maskulinisierung“ der Frau in Kleidung und Haarstil könne eine „innere Maskulinisierung“ bewirken. Wobei dabei darunter verstanden wurde, dass Frauen die häusliche Sphäre verlassen und unabhängig werden. In einer Ausgabe der Dame vom Oktober 1918 schrieb Elsa Herzog in einer ihrer Mode-Notizen: 

„Längst ist der Spruch, die Frau gehöre ins Haus, überholt. Der Krieg hat die Frau selbständig gemacht, so daß sie sich in der Öffentlichkeit frei bewegen kann, ohne Misskredit zu riskieren.“

 Als Sport im Bild 1921 den Bubikopf bejubelte, blieb sie zögerlich. Nicht jede Frau sei bereit ihre „schönste Dekoration“ zu opfern. 1924 konstatierte sie: „Die 'Vermännlichung' der Frauenmode ist derzeit eins der populärsten Themen in den illustrierten Zeitungen.“ In Sport im Bild initiierte sie 1925 eine Umfrage, wie Frauen sich beim Sport kleiden sollten, und schloss ihren Artikel mit den Worten, dass sich „Beinkleider“ für Frauen nicht aufhalten ließen. Die erste Modenschau in Berlin organisierte Herzog 1929 als Ergänzung zu der Kunstausstellung Die Frau von heute, die vom Verein der Künstlerinnen zu Berlin durchgeführt wurde.
Wie eine Kunstkritikerin beurteilte Elsa Herzog Mode und ordnete sie ein, gab Ratschläge für die passende Bekleidung zu jeder Gelegenheit und wirkte so geschmacksbildend. Sie verkörperte selbst den eleganten Modestil, für den sie sich einsetzte. Bei gesellschaftlichen Ereignissen erschien sie so glamourös wie die Schauspielerinnen, über deren Garderobe sie schrieb. In den zwanziger Jahren war sie eine Medien-Prominente im heutigen Sinne. Das Reichshandbuch der deutschen Gesellschaft von 1930 stellte Herzog und Ola Alsen in langen Ballroben auf ganzseitigen Fotos als Repräsentantinnen der Welt der Mode in Deutschland vor.
Unter dem Nationalsozialismus wurde sie als Jüdin verfolgt und konnte nicht mehr publizieren. Ihr letzter Artikel, ein Bericht vom Presseball für den Berliner Lokal-Anzeiger, erschien am 29. Januar 1933, einen Tag vor Hitlers Machtübernahme. 1939 musste sie aus Deutschland fliehen und emigrierte nach London. Von dort aus nahm sie 1951 ihre Arbeit als Moderedakteurin wieder auf und gehörte bis zu ihrem Tod 1964 zum Redaktionsteam der Berliner Modezeitschrift Elegante Welt. Noch als über Achtzigjährige stellte sie internationale Haute Couture der Öffentlichkeit vor. 1958 hielt sie vor Schülern der Meisterschule für Mode in Hamburg einen Vortrag. Sie sprach davon, dass in der Mode alles einmal wiederkomme. Ihr Motto war: „Nimmer modern, immer modern“. Sie starb zwei Tage nach Vollendung ihres 88. Lebensjahres in London.

## Buchpublikation
- Wie mache ich meinen Mann glücklich? Ein Buch vom geschmackvollen Haushalt. Mit Illustrationen von Erika Plehn. August Scherl Verlag, Berlin 1930

## Auszeichnung
- 1958: Verdienstorden der Bundesrepublik Deutschland[13]